# Atmosphere (groupe)
Pour les articles homonymes, voir Atmosphère.
Atmosphere est un groupe de hip-hop américain, originaire de Minneapolis, dans le Minnesota.

## Biographie

### Débuts etOvercast!(1989–1997)
Sean Daley et Derek Turner se rencontrent au lycée. ils adoptent respectivement les surnoms de rappeurs de Slug et D-Spawn. Ils jouent initialement sous le nom de groupe de Mental Subjects, avant de changer pour A Rhythmic Culture, puis finalement en Urban Atmosphere. À l'origine, Spawn est le rappeur, et Slug le DJ. Finalement, Spawn convainc Slug de rapper également. Avec le rappeur Musab (plus tard connu sous le nom de Beyond), Slug est présenté au producteur Ant. Slug voit en lui la capacité de collaborer avec Ant et tente de convaincre Spawn d'enregistrer à ses côtés. Ils démarrent les enregistrements avec Ant, en s'essayant au chant et à la structure musicale. Finalement, le groupe adopte le nom simple d'Atmosphere. Atmosphere, en tant que groupe, se joint à d'autres rappeurs comme Musab, Phull Surkle, Black Hole et The Abstract Pack pour former un collectif appelé Headshots. Ce groupe devient plus tard un label discographique, Rhymesayers. Au fil du temps, plusieurs cassettes sont publiées sous le nom des Headshots, félicitées par la presse spécialisée locale. 
En 1996, Slug, Stress et Musab apparaissent ensemble dans l'émission All Things Considered sur la chaîne américaine NPR. Le lancement de Rhymesayers en tant que label s'effectue lorsque Siddiq décide de fonder son propre studio d'enregistrement. Spawn quitte le groupe trois ans après la sortie de leur premier album, Overcast!. La publication d'Overcast! permet de populariser davantage Atmosphere, en particulier grâce à la diffusion de leur single Scapegoat dans les lycées. 
En 1998, deux albums sont enregistrés par des supergroupes de rap qui impliquent Atmosphere. The Dynospectrum implique Atmosphere, Beyond (Musab), Swift (de Phull Surkle) et I Self Divine. Deep Puddle Dynamics, publié par le label Anticon d'Oakland, en Californie, fait participer Slug, Sole, Alias et Doseone.

### Headshots: Se7enetGod Loves Ugly(1999–2003)
En 1999, Slug et Ant publient une compilation du groupe, Headshots: Se7en. Désormais fréquemment en tournée, Slug peut enfin quitter son travail de disquaire. La même année, le label des Rhymesayers, The Fifth Element, s'ouvre à Minneapolis. 
En 2001, les deux EPs, Ford et Lucy, sont mélangés et publiés sous un album intitulé Lucy Ford: The Atmosphere EPs. Cette même année, Atmosphere entame trois tournées à part en Europe et en Amérique du Nord.
Atmosphere planifie la sortie de son deuxième album, God Loves Ugly, le 11 juin 2002, mais reporte la date à cause d'un problème d'édition sonore. Il est distribué à l'échelle internationale, encore une fois par Fat Beats, et vendu à plus de 130 000 exemplaires. L'album génère deux singles : Modern Man's Hustle  et GodLovesUgly. Atmosphere lance une tournée promotionnelle de l'album en Europe et au Japon, jouant soixante shows en 70 jours. Après la tournée, Daley passe ses vacances en Australie.

### Suites (2004–2015)
En 2008 sort l'album When Life Gives You Lemons, You Paint that Shit Gold qui est bien accueilli par les fans. Il comprend des chansons telles que Yesterday (qui raconte les relations entre Slug et son père), et The Waitress. Pendant l'enregistrement de When Life Gives You Lemons, You Paint That Shit Gold, Slug est invité par Rick Rubin à la maison Rubin pour travailler sur d'anciennes démos issues de l'album. Aucune copies ne sera publiée,.
Entre les sorties de When Life Gives You Lemons et To All My Friends, Atmosphere publie un autre EP grauit en 2009, Leak At Will, qui comprend sept chansons. Un mélange d'EP, compilé en un album intitulé To All My Friends, Blood Makes the Blade Holy: The Atmosphere EP's est publié en septembre 2010. Il atteint la deuxième place du top 10 sur iTunes pendant la semaine du 11 septembre 2010. La septième chanson de l'album, The Loser Wins, est incluse dans le jeu vidéo Fight Night Champion.
Atmosphere revient avec son premier album studio en trois ans. The Family Sign est publié en 2011, et est le sixième album d'Atmosphere. Le 2 juillet 2013, Atmosphere publie le single Bob Seger. Plus tôt dans l'année, Slug annonce un nouvel album,. Le 10 mars 2014, Atmosphere publie la vidéo du single Bitter. Ils annoncent le titre de leur nouvel album, Southsiders, publié le 6 mai 2014.

### Fishing Blues(depuis 2016)
Entre 2015 et 2016, Atmosphere publie sept nouvelles chansons dont Finer Things (feat. deM atlaS), This Lonely Rose (feat. Blueprint and Aesop Rock), My Best Half, Salma Hayek, Trying to Fly (feat Eric Mayson), et Fireflies (feat. Prof). Ils seront mis ensemble et sorti sous le titre Frida Kahlo vs Ezra Pound. 
Le 22 juin 2016, le groupe révèle la liste des chansons et un nouvel album, Fishing Blues. Le premier single, Ringo, est posté le même jour sur YouTube. Le 29 juillet 2016, ils publient un nouveau single, No Biggie. L'album fait participer Kool Keith, MF DOOM, The Grouch, Aesop Rock, deM atlaS, Kim Manning, et I.B.E,. L'album est publié le 12 août 2016.

## Discographie

### Albums studio
- 1997 : Overcast!
- 2002 : God Loves Ugly
- 2003 : Seven's Travels
- 2005 : You Can't Imagine How Much Fun We're Having
- 2008 : When Life Gives You Lemons, You Paint That Shit Gold
- 2011 : The Family Sign
- 2014 : Southsiders
- 2016 : Fishing Blues
- 2018 : Mi Vida Local
- 2019 : Whenever (Atmosphere album)
- 2020 : The Day Before Halloween
- 2021 : WORD?
- 2023 : So Many Realities Exist Simultaneously

### EP
- 1997 : Overcast! EP
- 2001 : The Lucy EP
- 2001 : Ford 1
- 2001 : Ford 2
- 2009 : Leak at Will
- 2010 : To All My Friends, Blood Makes the Blade Holy: The Atmosphere EP's
- 2016 : Frida Kahlo vs. Ezra Pound

### Compilations
- 1999 : Headshots: Se7en
- 2001 : Lucy Ford: The Atmosphere EP's

### Mixtape
- 2005 : Strictly Leakage